# Сурайё, Шабнам
Шабна́м Сурайё (тадж. Шабнами Сурайё, перс. شبنم ثریا‎; род. 14 октября 1981 года; Куляб, Кулябская область, Таджикская ССР, СССР) — таджикская эстрадная певица, одна из самых популярных и известных современных исполнительниц Таджикистана и Иранского мира в Афганистане, Иране, Узбекистане и других странах.

## Биография
Шабнам Сурайё родилась 14 октября 1981 года в городе Кулябе, одноимённой области Таджикской ССР Советского Союза. Её мать Сурайё Косимова, по имени которой она выбрала артистический псевдоним, и сестра Фарзонаи Хуршед — также известные таджикские исполнители. Шабнам впервые появилась на сцене в 2003 году, однако известность пришла к ней лишь в 2006 году, когда одна из её песен («Az kudumi safar») заняла первую строчку в национальном хит-параде Таджикистана и была признана лучшей песней года. Данная песня также стала хитом в Афганистане и Узбекистане, а также в других странах.
После обретения широкой известности, в 2009 и 2010-х годах она совершила концертное турне по Европе (Берлин, Дюссельдорф, Лондон, Мюнхен) и Северной Америке (Ванкувер, Лос-Анджелес, Монреаль, Нью-Йорк, Сан-Франциско, Торонто, Чикаго), где проживает огромное количество иммигрантов и мигрантов из Иранского мира.
Регулярно даёт концерты в Таджикистане, России и в других странах мира.
В настоящий момент она популярна практически во всём Иранском мире и за его пределами.
Шабнам Сурайё неоднократно выступала в дуэтах с другими исполнителями из Таджикистана, такими как — Парвина Шукруллоева, Джонибек Муродов, Бахром Гафури, Сухроби Сафарзод; из Афганистана — Джавид Шариф и Наджиб Наваби, а также с известной американской певицей иранского происхождения Лейлой Форухар на её концерте в Душанбе в 2006 году.
Шабнам Сурайё была замужем за Фирдавс Чоловым  и он жив они в разводе, . От совместной жизни у них есть дочь по имени Шарифамох.